# Challenger de Rimouski 2012
El torneo Men's Rimouski Challenger 2012 fue un torneo profesional de tenis. Perteneció al ATP Challenger Series 2012. Se disputó su 6.ª edición sobre superficie dura, en Rimouski, Canadá entre el 19 y el 25 de marzo de 2012.

## Jugadores participantes del cuadro de individuales

### Cabezas de serie
| País                 | Jugador            | Rank1 | Favorito |
| -------------------- | ------------------ | ----- | -------- |
| Bandera de Japón     | Tatsuma Ito        | 105   | 1        |
| Bandera de Canadá    | Vasek Pospisil     | 114   | 2        |
| Bandera de Sudáfrica | Izak van der Merwe | 132   | 3        |
| Bandera de Alemania  | Dominik Meffert    | 204   | 4        |
| Bandera de Alemania  | Denis Gremelmayr   | 207   | 5        |
| Bandera de Bélgica   | Maxime Authom      | 212   | 6        |
| Bandera de Alemania  | Peter Gojowczyk    | 215   | 7        |
| Bandera de Suiza     | Stéphane Bohli     | 221   | 8        |

- 1 Corresponde al ranking del día 12 de marzo de 2012.

### Otros participantes
Los siguientes jugadores recibieron una invitación (wild card), por lo tanto ingresan directamente al cuadro principal:
- Philip Bester
- Samuel Monette
- Filip Peliwo
- Milan Pokrajac

Los siguientes jugadores ingresan al cuadro principal tras disputar el cuadro clasificatorio:
- Devin Britton
- Austin Krajicek
- Haydn Lewis
- Clément Reix

## Campeones

### Individual Masculino
Challenger de Rimouski 2012 (individual masculino)
- Vasek Pospisil derrotó en la final a  Maxime Authom, 7–6(8–6), 6–4

### Dobles
Challenger de Rimouski 2012 (dobles masculino)
- Tomasz Bednarek /  Olivier Charroin derrotaron en la final a  Jaan-Frederik Brunken /  Stefan Seifert, 6–3, 6–2